# Тюрлю
Тюрлю или тюрлу (тур. Türlü) — рагу турецкой кухни. Оно готовится из тушеных овощей и может также включать тушеное мясо. Разновидности этого блюда также встречаются в балканских кухнях. В частности, оно известно как turli perimesh в Албании, tourlou или tourlou tourlou в Греции, и как turli tava в Северной Македонии.
Название происходит от древнетюркского слова türlüg, означающего «разнообразие». Тюрлю можно приготовить в глиняном горшке для приготовления пищи, называемом "гювеч " (тур. Güveç). Этот тип называется тюрлю гювеч в Турции и Болгарии. Македонская версия, турли тава, традиционно готовится в похожем глиняном горшке для приготовления пищи, называемом «тава».
Основные ингредиенты тюрлю сильно различаются. Обычно блюдо включает картофель, баклажаны и бамию. Также могут быть добавлены зелёная фасоль, болгарский перец, морковь, цуккини, помидоры, лук и чеснок. Мясные версии готовятся из говядины, баранины или телятины, на Балканах также из свинины. Другими обычными ингредиентами являются растительное масло, вода, соль, чёрный перец или молотый красный перец, томатная паста или перечная паста. Мясо предварительно тушат, затем овощи и другие ингредиенты смешиваются и запекаются в духовке. Блюдо можно подавать с рисом и йогуртом в качестве гарнира.

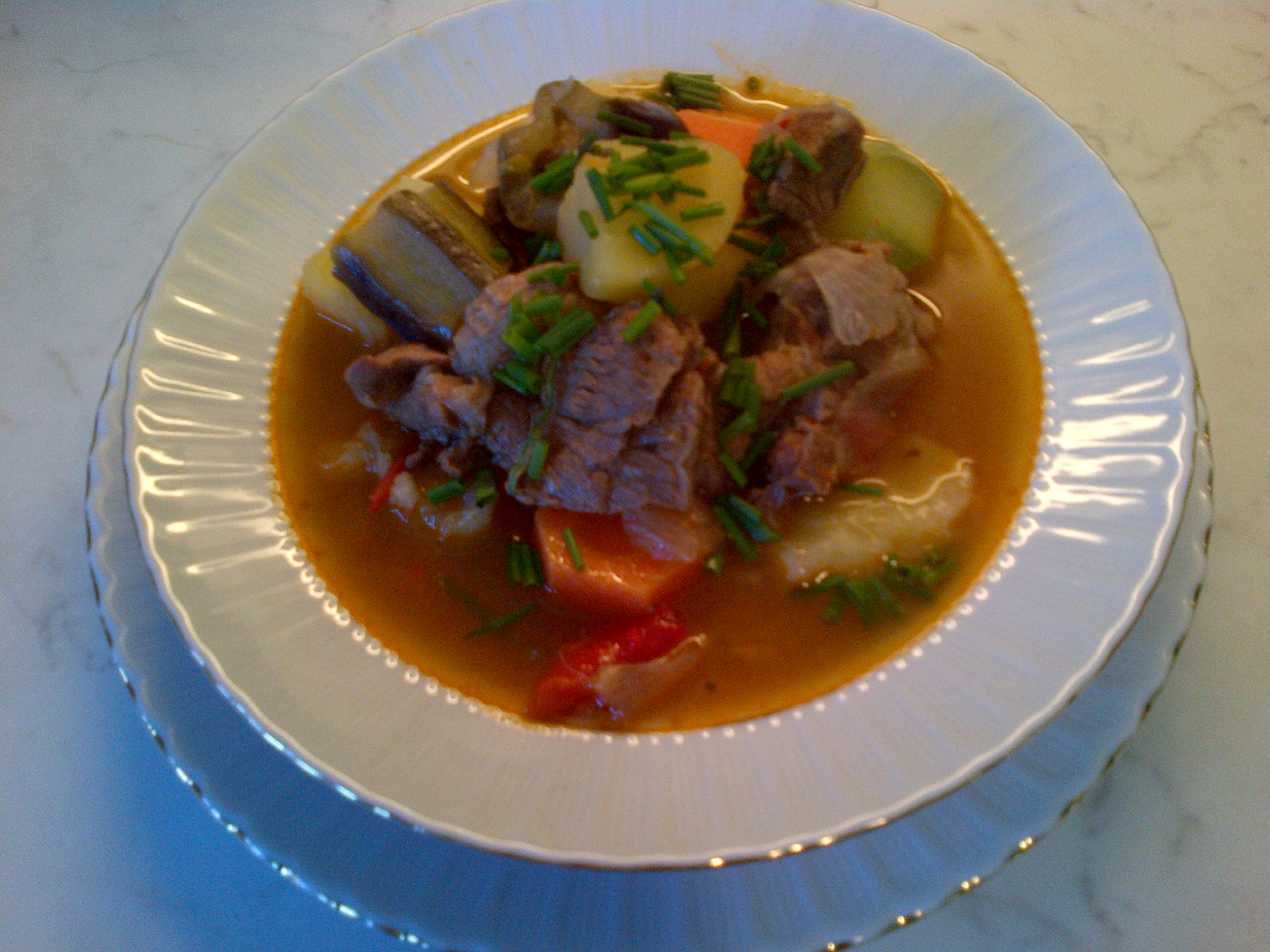
Тюрлю с говядиной
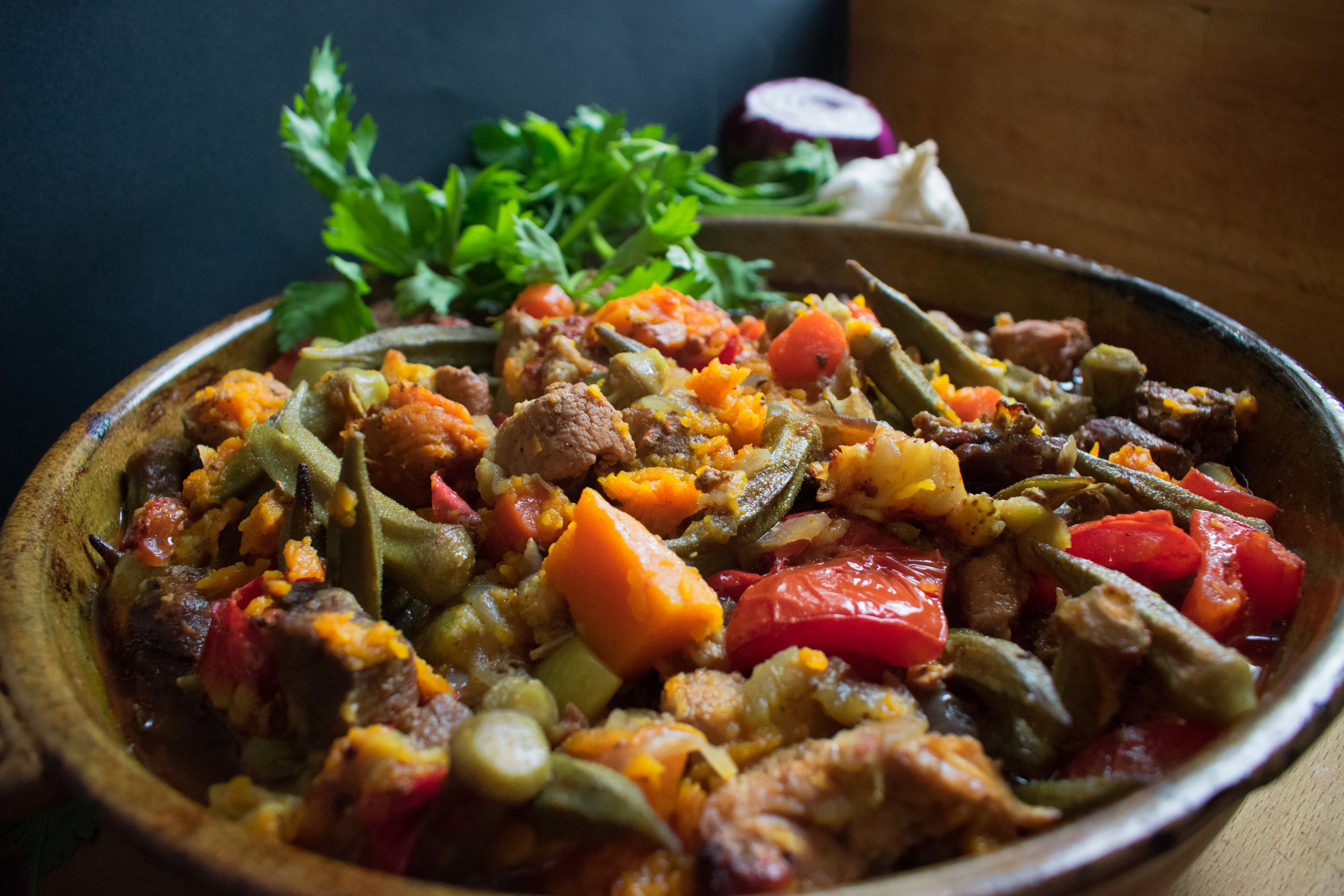
Македонская турлитава
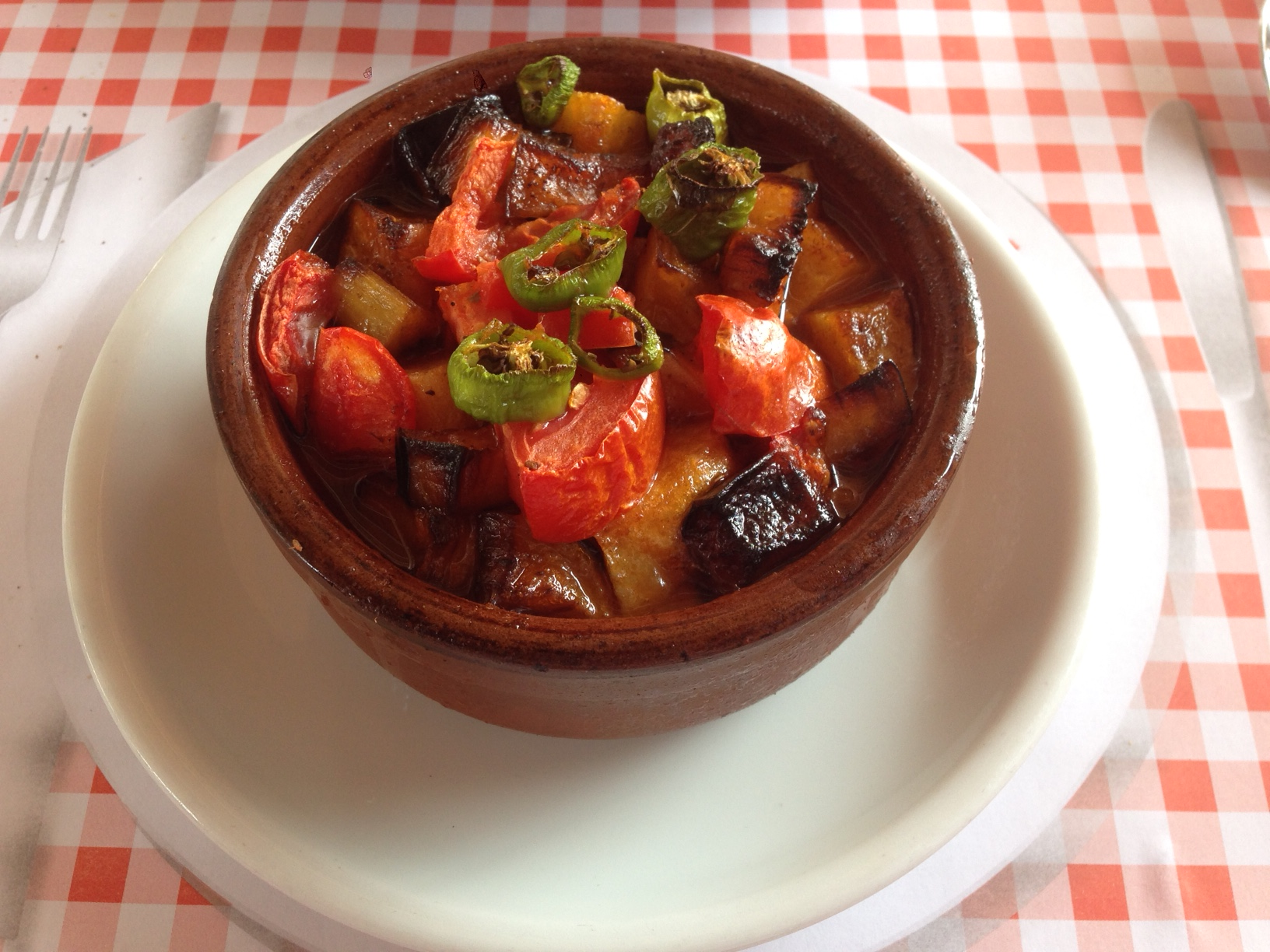
Тюрлю в гювече